# Cristiana Reali
Pour les articles homonymes, voir Reali.
Cristiana Reali est une actrice brésilo-italienne d'expression française née le 16 mars 1965 à São Paulo.
Après six nominations aux Molières, elle obtient le Molière de la comédienne dans un spectacle de théâtre privé pour le rôle de Blanche DuBois dans Un tramway nommé Désir en 2024.

## Biographie

### Enfance et formation
Fille du journaliste Reali Júnior (pt) (1941-2011), elle arrive en France avec sa famille à l'âge de neuf ans, à la suite de la mutation de son père. Elle apprend le français en compagnie de ses trois sœurs : Luciana, Adriana, et Mariana. À douze ans, sa mère l'inscrit dans un cours de théâtre après avoir lu une petite annonce qui promet des cours de théâtre avec travail de diction et correction d'accent. Cristiana Reali fait ses études secondaires au lycée Molière à Paris et entame ensuite un cursus à l'université de Nanterre. Elle étudie l'art dramatique en suivant le cours Florent où elle fait la connaissance de Francis Huster.

### Carrière
Cristiana Reali débute au théâtre avec la Compagnie Francis Huster, où elle côtoie les comédiennes Clotilde Courau, Valérie Crunchant et Valentine Varela. Elle joue de nombreuses pièces de théâtre sous la direction ou avec son compagnon,  à partir de 1991 et même après leur séparation en 2008 (notamment la pièce Love Letters en 2014).
Cristiana Reali tourne également pour le cinéma et la télévision.
Le 7 octobre 2014, elle rejoint la nouvelle équipe de Laurent Ruquier dans l'émission de radio Les Grosses Têtes sur RTL.

## Vie privée
Cristiana Reali a vécu de 1991 à 2008 avec l'acteur Francis Huster dont elle a eu deux filles, Élisa, née en 1998 et Toscane, née en 2003,.

## Engagements
Le 9 décembre 2018, plus de 70 célébrités se mobilisent à l'appel de l'association Urgence Homophobie. Cristiana Reali est l'une d'elles et apparaît dans le clip de la chanson De l'amour, écrite et composée par Patxi Garat.

## Filmographie

### Cinéma
- 1989 : Monsieur Hire de Patrice Leconte : la jeune fille au bowling
- 1992 : L'Inconnu dans la maison de Georges Lautner : Isabelle Loursat
- 1993 : Tout ça… pour ça ! de Claude Lelouch : la Brésilienne
- 1996 : Une femme très très très amoureuse d’Ariel Zeitoun : Florence
- 2001 : Art’n Acte Production de Farid Dms Debah (court métrage) : l'assistante de production
- 2004 : Le Genre humain de Claude Lelouch : la vendeuse de la bijouterie
- 2007 : Deux Jours à tuer de Jean Becker : Virginie
- 2009 : Un homme et son chien de Francis Huster : la femme dans le parc
- 2013 : Turf de Fabien Onteniente : la femme élégante
- 2013 : Le Grand Méchant Loup de Nicolas & Bruno : Eléonore
- 2015 : Qui c'est les plus forts ? de Charlotte de Turckheim : La mère
- 2016 : Camping 3 de Fabien Onteniente : Clotilde
- 2024 : Jamais sans mon psy d'Arnaud Lemort : Paloma Béranger
- 2025 : Le Jour G de Claude Zidi Jr. : Madeleine

### Télévision
- 1994 : Le Raisin d'or de Joël Séria : Juliet Sabatou
- 1996 : Terre indigo de Jean Sagols : Constance
- 1996 : Commandant Nerval de Henri Helman : Sandra
- 1998 : La Dame aux camélias de Jean-Claude Brialy : Marguerite Gautier
- 1999 : L'Amour sur un fil de Michaëla Watteaux : Sandrine
- 2000 : Phobie d’Arnaud Sélignac : Judith Moreau
- 2002 : Si j'étais lui de Philippe Triboit : Ariane
- 2003 : La Tranchée des espoirs de Jean-Louis Lorenzi : Sylvaine Morillon
- 2004 : Quand la mer se retire de Laurent Heynemann : Valérie
- 2004 : Le Miroir de l'eau d'Edwin Baily : Gabrielle Castella
- 2005 : Le Bal des célibataires de Jean-Louis Lorenzi : Sylvaine Morillon
- 2006 : Chat bleu, chat noir de Jean-Louis Lorenzi : Sylvaine Morillon
- 2007 : Épuration de Jean-Louis Lorenzi : Sylvaine Morillon
- 2007 : Une suite pour deux de Didier Albert : Julie Mercoeur
- 2008 : Où es-tu ? de Miguel Courtois : Marie
- 2009 : La Maîtresse du président de Jean-Pierre Sinapi : Marguerite Steinheil
- 2010 : Trahie ! de Charlotte Brandström : Louise
- 2010 : Colère de Jean-Pierre Mocky : Séverine Lebel
- 2011 : Blackout de René Manzor : Béatrice
- 2011 : Chez Maupassant : Une partie de campagne de Jean-Daniel Verhaeghe : Pétronille Dufour
- 2011 : L'Amour en jeu de Jean-Marc Seban : Erika
- 2011 : Insoupçonnable de Benoît d'Aubert : Valérie Jourdan
- 2012 : Clash série en six épisodes de Pascal Lahmani : Yasmin Naderi
- 2014 : La Déesse aux cent bras de Sylvain Monod : Vanina / Nina
- 2014 : Scènes de ménages (prime-time L'Album de famille) : Jocelyne
- 2015 : Meurtres en Bourgogne de Jérôme Navarro : Mylène Deville
- 2016 : Caïn (épisode  L'info à tout prix) : Florence Murat
- 2017 : Les Bracelets rouges, série télévisée de Nicolas Cuche : Sylvie
- 2018 : Noces rouges, mini-série de Marwen Abdallah : Claire Pavane
- 2018 : Nina (épisode Ce Qui Nous Lie) : Suzanne
- 2020 : Maddy Etcheban de René Manzor : Maddy Etcheban
- 2020 - 2022 : Clem (saisons 10-11-12) : Nathalie
- 2021 : Liés pour la vie de Jean-Marc Rudnicki : Mathilde Maillard
- 2021 : Sauver Lisa de Yann Samuell : Diane Keller
- 2022 : Meurtres à Nancy de Sylvie Ayme : Laurence Weber
- 2022 : J'irai au bout de mes rêves de Stéphanie Pillonca : Isa
- 2025 : Montmartre de Louis Choquette
- 2025 : Escort Boys (saison 2) de Ruben Alves
- 2025 : Capitaine Marleau, épisode L'Amiral de Josée Dayan : Lili Vauthier

### Clips
- Décalé de Patrick Bruel[6]
- De l'amour de Urgence Homophobie

## Théâtre

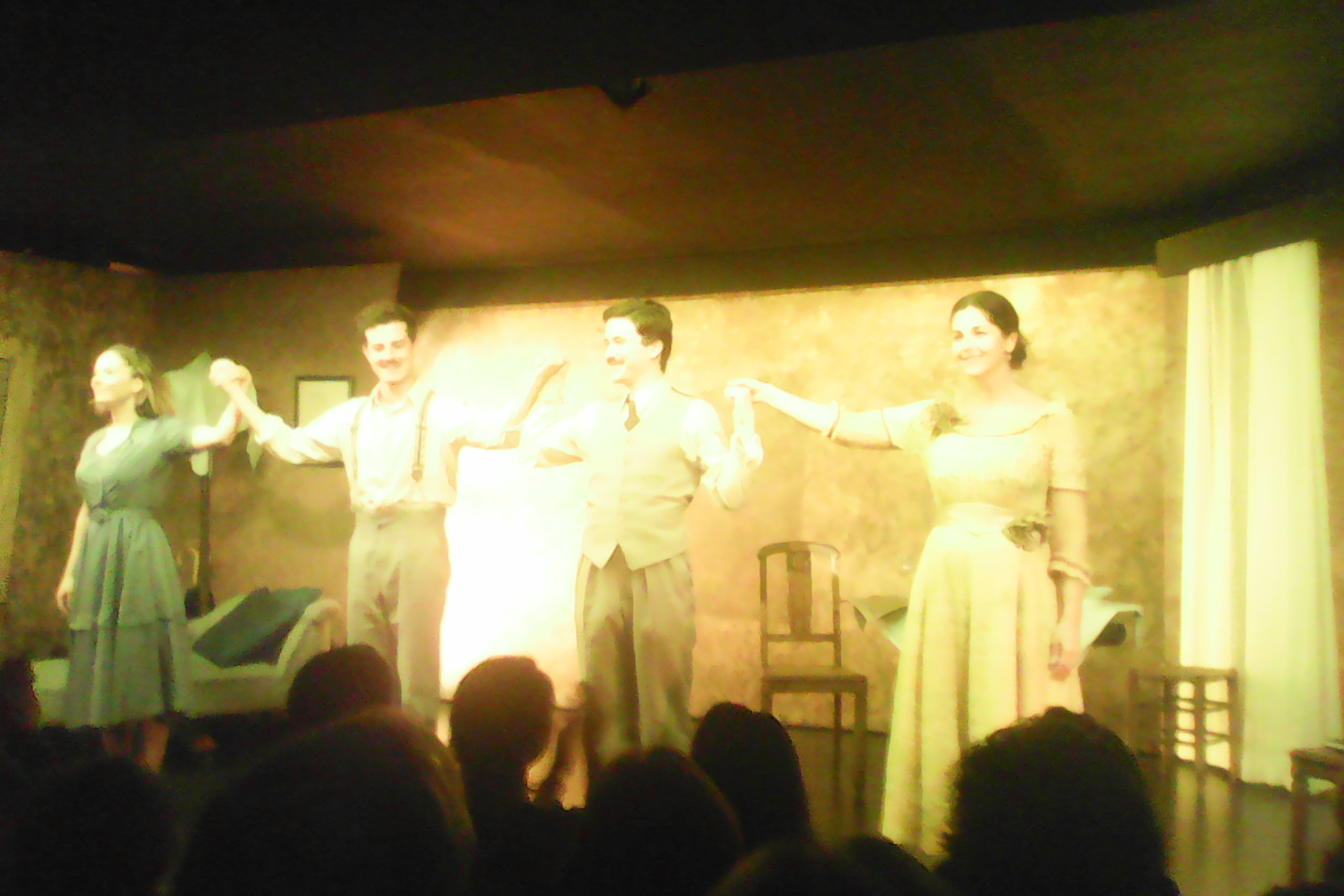
De gauche à droite : Ophélia Kolb, Charles Templon, Félix Beaupérin et Cristiana Reali, la troupe de La Ménagerie de verre de Tennessee Williams jouée au théâtre de Poche Montparnasse (Paris 6e).

- 1989 : Lorenzaccio d'Alfred de Musset, mise en scène de  Francis Huster, Théâtre Renaud-Barrault
- 1991 : Putzi de Francis Huster, mise en scène de l'auteur, théâtre Antoine
- 1992 : Suite royale d’après Crébillon fils et Denis Diderot, mise en scène de Francis Huster, théâtre Marigny
- 1992 : Le Misanthrope de Molière, mise en scène de Francis Huster, théâtre Marigny
- 1993, 1994 : Le Cid de Corneille, mise en scène de Francis Huster, théâtre Marigny
- 1994 : Hamlet de William Shakespeare, mise en scène de  Terry Hands, théâtre Marigny
- 1994 : La guerre de Troie n'aura pas lieu de Jean Giraudoux, mise en scène de Francis Huster, Les Estivals de Perpignan
- 1995 : Faisons un rêve de Sacha Guitry, mise en scène de Francis Huster, théâtre Marigny
- 1996 : La Puce à l'oreille de Georges Feydeau, mise en scène de Bernard Murat, théâtre des Variétés
- 1997 : Cyrano de Bergerac d'Edmond Rostand, mise en scène de Jérôme Savary, théâtre national de Chaillot
- 1999 : Duo pour violon seul de Tom Kempinski, mise en scène de Bernard Murat, théâtre des Variétés
- 2000: La Chatte sur un toit brûlant de Tennessee Williams, mise en scène de Patrice Kerbrat, théâtre de la Renaissance
- 2002 : Reste avec moi ce soir de Flavio de Souza, mise en scène de Didier Long, théâtre de la Gaîté-Montparnasse
- 2005 : La Locandiera de Carlo Goldoni, mise en scène d'Alain Sachs, théâtre Antoine
- 2007 : Good Canary de Zach Helm, mise en scène de John Malkovich, théâtre Comedia
- 2010 : On purge bébé et Léonie est en avance de Georges Feydeau, mise en scène de Gildas Bourdet, théâtre du Palais-Royal
- 2012 : Whatever Works d'après Woody Allen, mise en scène de Daniel Benoin, théâtre Marigny
- 2012 : La Rose tatouée de Tennessee Williams, mise en scène de Benoît Lavigne, théâtre de l'Atelier
- 2013 : La société des loisirs de François Archambault, mise en scène de Stéphane Hillel, petit théâtre de Paris
- 2014 : Love Letters de A. R. Gurney, mise en scène Benoît Lavigne, Théâtre Antoine
- 2015-2016 : Marie Tudor de Victor Hugo, mise en scène Philippe Calvario, Pépinière Théâtre, tournée
- 2016 : M'man de Fabrice Melquiot, mise en scène Charles Templon, Théâtre du Petit-Saint-Martin
- 2018 - 2019 : La Ménagerie de verre de Tennessee Williams, mise en scène Charlotte Rondelez, théâtre de Poche-Montparnasse
- 2021 : Simone Veil : Les combats d'une effrontée, d'après Simone Veil, mise en scène Pauline Susini, théâtre Antoine
- 2024 : Un tramway nommé Désir de Tennessee Williams, mise en scène Pauline Susini, théâtre des Bouffes-Parisiens

## Distinctions

### Récompense
- Molières 2024 : Molière de la comédienne dans un spectacle de théâtre privé pour Un tramway nommé désir

### Nominations
- Molières 1999 : Molière de la comédienne pour Duo pour violon seul
- Molières 2005 : Molière de la comédienne pour La Locandiera
- Molières 2008 : Molière de la comédienne pour Good Canary
- Molières 2017 : Molière de la comédienne dans un spectacle de théâtre privé pour M'man
- Molières 2019 : Molière de la comédienne dans un spectacle de théâtre privé pour La Ménagerie de verre
- Molières 2022 : Molière de la comédienne dans un spectacle de théâtre privé pour Simone Veil – Les combats d’une effrontée